# سرامیک کریستالی
به موادی (معمولاً جامد) که بخش عمدهٔ تشکیل‌دهندهٔ آن‌ها غیرفلزی و غیرآلی باشد، سرامیک گفته می‌شود. سرامیک کریستالی (به انگلیسی: Crystalline Ceramics) دسته‌ای از این مواد هستند که در آن‌ها، تغییر شکل پلاستیک همانند فلزات توسط حرکت نابجاییها اتفاق می‌افتد. یک دلیل سختی و تردی این مواد مشکل بودن لغزش (یا حرکت نابجاییها) می‌باشد. در سرامیک‌های کریستالی که پیوند آن‌ها به شدت یونی می‌باشد، سیستم‌های لغزشی (صفحات کریستالوگرافی و جهات واقع در آنها) بسیار محدودی برای حرکت نابجاییها وجود دارند. این امر به علت طبیعت باردار شده یونها از لحاظ الکتریکی می‌باشد. با لغزش در برخی از جهات، یونهای هم علامت به یکدیگر نزدیک می‌شوند و تحت این شرایط وجود بار دافعه الکترواستاتیکی، عمل لغزشی را محدود می‌سازد. این موضوع در فلزات مسئله ساز نیست چون تمامی اتمها از لحاظ الکتریکی خنثی هستند.

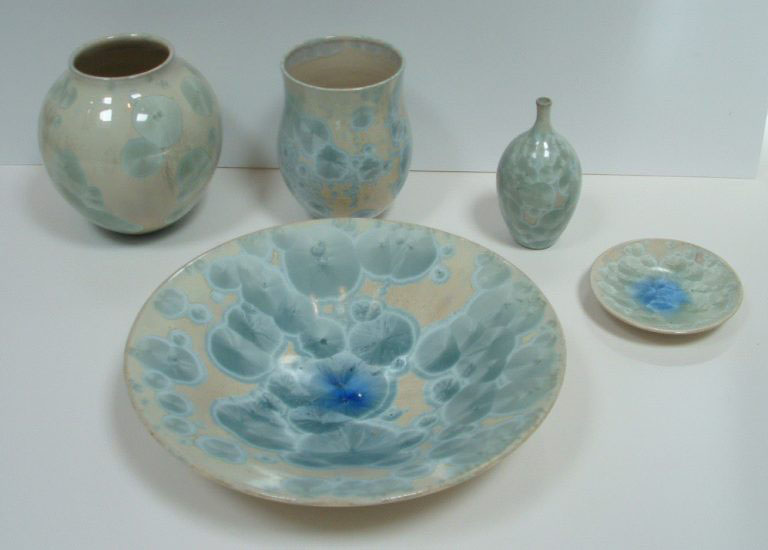
چند نمونه سرامیک کریستالی

## سرامیک غیر کریستالی
بر خلاف سرامیک کریستالی در سرامیک غیر کریستالی، تغییر شکل پلاستیک توسط حرکت نابجایی اتفاق نمی‌افتد چون هیچ گونه ساختار اتمی منظمی وجود ندارد. البته این مواد توسط جریان ویسکوز مشابه تغییر شکل در مایعات تغییر شکل می‌دهند. سرعت تغییر شکل متناسب با تنش اعمالی می‌باشد. در پاسخ به یک تنش برشی اعمالی اتم‌ها و یون‌ها روی یکدیگر می‌لغزند و پیوندهای بین اتمی شکسته شده و دوباره تشکیل می‌شوند؛ ولی، هیچگونه وضعیت یا جهت مرجحی که در آن جهت، این اتفاق صورت گیرد وجود ندارد.

## ویسکوزیته سرامیک‌ها
خاصیت مشخصه برای جریان گران‌رو (ویسکوز)، گران‌روی یا ویسکوزیته است و معیار آن، مقاومت ماده غیر کریستالی به تغییر شکل می‌باشد. برای جریان ویسکوز در مایعی که از تنش‌های برشی اعمال شده توسط دو صفحه موازی و مسطح ناشی می‌شود. گران‌روی یا ویسکوزیته (η) نسبت تنشی برشی اعمال شده (r) و تغییر سرعت (dV) با فاصله (dy) در جهت عمود بر هر یک از صفحات می‌باشد، یعنی داریم:
{\displaystyle \eta ={\frac {t}{dV/dy}}={\frac {F/A}{dV/dy}}}
واحد ویسکوزیته، پویز (P) و پاسکال ثانیه (Pa-s) می‌باشد. ۱ پویز برابر {\displaystyle 1{\frac {dyn-s}{cm^{2}}}} و همین‌طور یک پاسکال ثانیه برابر با {\displaystyle 1{\frac {N-s}{m^{2}}}} می‌باشد. همچنین تبدیل از یک سیستم به سیستم دیگر مطابق رابطه زیر می‌باشد:
{\displaystyle 10\;P=1\;Pa-s}
مایعات، ویسکوزیته نسبتاً کمی دارند. برای مثال ویسکوزیته آب در دمای اتاق حدود {\displaystyle 10^{-3}} پاسکال ثانیه می‌باشد. به عبارت دیگر، شیشه‌ها ویسکوزیته نسبتاً زیادی در دمای اتاق دارند که این امر به علت پیوندهای بین اتمی قوی در آن‌ها می‌باشد. با افزایش دما، پیوند ضعیف‌تر شده و حرکت لغزشی یا جریان اتمها یا یونها آسان‌تر می‌شود و لذا کاهش قابل توجهی در ویسکوزیته ایجاد می‌شود.

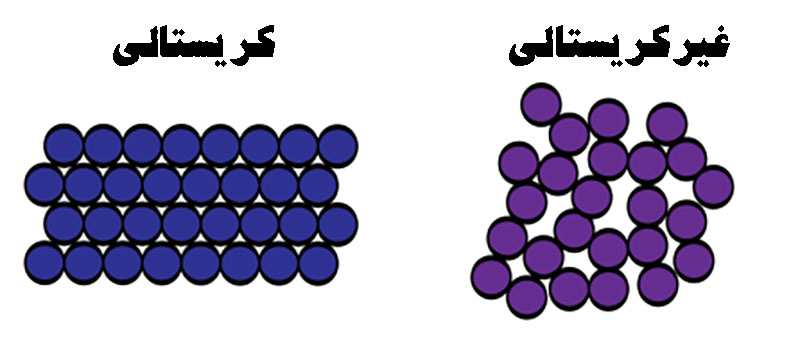
مقایسه سرامیک کریستالی با غیرکریستالی

## دسته‌بندی
سرامیک‌ها را می‌توان به سه دسته مجزا از نظر جنس از هم تقسیم کرد:
1. اکسیدی: که شامل تمامی سرامیک‌های سیلیکات اکسید و غیرسیلیکات اکسید می‌شوند مانند: آلومینا و زیرکونیا
2. غیر اکسیدی: که شامل کاربیدها و بوریدها و نیتریدها و سیلیکیدها می‌شوند.
3. کامپوزیت: موادی که در آن‌ها هم اکسیدی وجود داراد و هم غیر اکسیدی

## خواص

### خواص شیمیایی[۱]

#### دوام شیمیایی
- به علت دوام بالای شیمیایی سرامیک، اغلب سرامیک‌ها در برابر تمامی اسیدها، تمامی قلیاها مقاوم هستند.
- نکته مهم‌تر آن که مواد سرامیکی به هیچ وجه با اکسیژن واکنشی نشان نمی‌دهد. در واقع موادی که در سرامیک وجود دارند تا آنجایی که ظرفیت داشته‌اند با اکسیژن واکنش نشان داده‌اند. بنابراین دیگر تحت تأثیر اکسیژن محیط قرار نمی‌گیرد.

#### دوام مکانیکی
- دوام مکانیکی سرامیک‌ها را می‌تواند با مشاهده قدرت تحمل و سختی آن‌ها مشاهده نمود. قدرت تحمل فشار مواد سرامیکی به‌طور معمول بسیار زیاد است. معمولاً بین ۵۰۰۰۰ تا ۱۰۰۰۰۰ پوند بر اینج مربع است. سختی آن‌ها باعث می‌شود که مواد سرامیکی مقاومت بالایی در برابر ساییدگی داشته باشند؛ که این خاصیت به تنهایی کافی است تا آن‌ها برای ساخت کف ساختمان و معدن کاوی برای فلزات و دیگر مواد استفاده شوند.
- سرامیک‌ها مانند مواد یونی هستند و در آن‌ها لغرش اتم‌ها کار سختی است بنابراین موضوع در دمای اتاق سرامیک قبل این که ذوب شود می‌شکند (شکست ترد).
- مکانیستم شکست شمال به وجود آمدن ترک‌های اولیه می‌شود.
- برای اندازه‌گیری مقاوت سرامیک در برابر شکست از ضریبی استفاده می‌شود که به آن ضریب چقرمگی شکست می‌گویند. برای مثال برای یک هواپیما این ضریب برابر است با {\displaystyle K_{ic}=Y\sigma (\pi a)^{0.5}}که در آن Y بیانگر یک کمیت بدون بعد است که به موقعیت جغرافیایی بستگی دارد و a در آن نصف اندازه یک ترک است.

#### دوام در برابر دما
- اغلب سرامیک‌ها می‌توانند دمای بالا را تحمل کنند. به همین دلیل نیز آن‌ها در ساخت وسایلی که باید دمای بالایی را تحمل کنند استفاده می‌شوند. مانند تنور و شومینه

### خواص هر دسته:[۱]

#### سرامیک اکسیدی
- در واکنش با اکسیژن مقاومند
- از لحاظ شیمیایی واکنش ناپذیرند
- نارسانای الکتریکی
- به‌طور معمول رسانای گرمایی ضعیفی دارند

#### سرامیک غیر اکسیدی
- واکنش‌پذیری کمی با اکسیژن دارند
- سختی بالایی دارند
- از لحاظ شیمیایی واکنش ناپذیرند
- ممکن است رسانای الکتریکی باشند
- رسانای گرمایی قوی

#### سرامیک کامپوزیت
- چقرمگی
- در برابر واکنش با اکسیژن بسته به تایپ آن‌ها می‌توانند واکنش پذیری کم یا زیادی با اکسیژن داشته باشند
- خاصیت رسانایی گرمایی و الکتریکی آن‌ها هم متفاوت است.

## کاربردها
در زیر کاربردهایی از سرامیک آمده‌است:
1. الکتریکی و مغناطیسی
  - عایق‌های ولتاژ بالا
  - دی الکتریک
  - پیزوالکتریک
  - پیروالکتریک
  - مغناطیس نرم
  - مغناطیس سخت
  - نیمه‌رسانا
  - رسانای یونی
  - تابانندهٔ الکترون
  - ابررسانا
2. سختی بالا
  - ابزار ساینده، ابزار برشی و ابزار سنگ‌زنی
  - مقاومت مکانیکی
3. نوری
  - فلورسانس
  - ترانسلوسانس (نیمه‌شفاف)
  - منحرف‌کنندهٔ نوری
  - بازتاب نوری
  - بازتاب مادون قرمز
  - انتقال دهندهٔ نور
4. حرارتی
  - پایداری حرارتی
  - عایق حرارتی
  - رسانای حرارتی
5. فناوری هسته‌ای
  - سوخت‌های هسته‌ای سرامیکی
  - مواد کاهش‌دهندهٔ انرژی نوترون
  - مواد کنترل‌کنندهٔ فعالیت رآکتور